# Peucedanum burnatianum
Peucedanum burnatianum är en flockblommig växtart som först beskrevs av Theodor Heinrich von Heldreich, och fick sitt nu gällande namn av Minosuke Hiroe. Peucedanum burnatianum ingår i släktet siljor, och familjen flockblommiga växter. Inga underarter finns listade i Catalogue of Life.